# Guarea grandifolia
Guarea grandifolia är en tvåhjärtbladig växtart som beskrevs av Dc.. Guarea grandifolia ingår i släktet Guarea och familjen Meliaceae. Inga underarter finns listade i Catalogue of Life.